# التعليم في إيطاليا
التعليم في إيطاليا مجاني وإلزامي من سن 6 إلى 15-16 سنة، وينقسم إلى خمس مراحل هي: رياض الأطفال والمدرسة الابتدائية والمدرسة المتوسطة والمدارس الثانوية والجامعة. يوجد في إيطاليا قطاعان عام وخاص في التعليم. ظهرت مدارس الدولة في إيطاليا منذ عام 1859 عندما قام ليغي كاساتي (وفقاً لقانون كاساتي) بتحديد مسؤولية الدولة الإيطالية المقبلة التعليمية (تمت الوحدة الإيطالية في 1861). جعل قانون كاساتي التعليم الابتدائي إلزامياً وكان الهدف الحد من الأمية. أعطى هذا القانون السيطرة على التعليم الابتدائي للبلدات وللتعليم الثانوي إلى المقاطعات بينما تدار الجامعات من طرف الدولة. حتى مع قانون كاساتي والتعليم الإلزامي فإن أطفال المناطق الريفية (والجنوبية) في كثير من الأحيان لم يرسلوا إلى المدرسة (نسبة الأطفال الملتحقين بالتعليم الابتدائي ستصل إلى 90 ٪ فقط بعد 70 سنة) ونسبة الأمية (التي كانت بالقرب من 80% عام 1861) استغرقت أكثر من 50 عاماً لتصل إلى النصف.

## التعليم الابتدائي

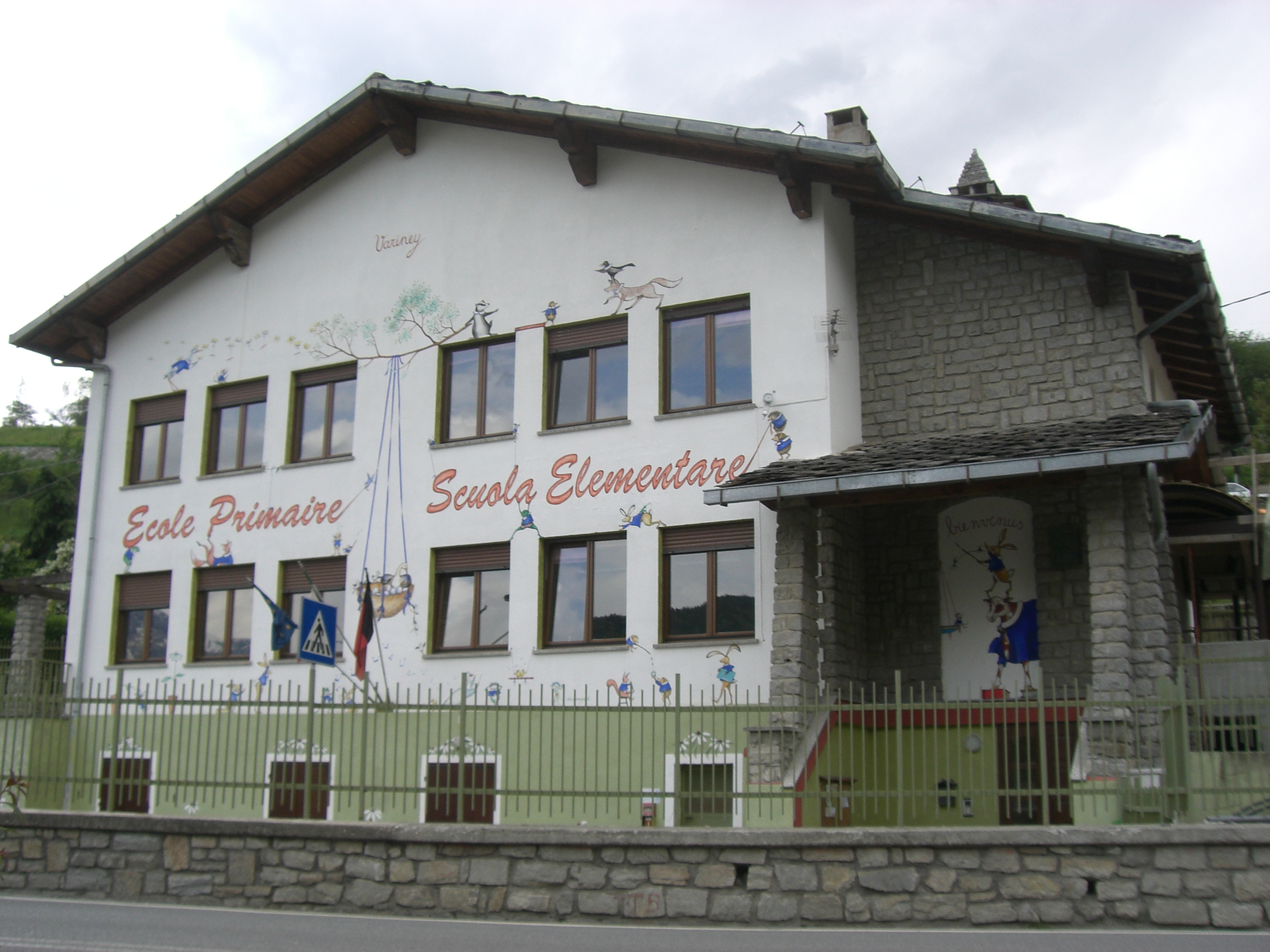
مدرسة ابتدائية في وادي أوستا في شمال إيطاليا.

تدوم المرحلة الابتدائية لمدة خمس سنوات، وقد تلي ثلاث سنوات من التعليم غير الإلزامي في الحضانة أو الروضة. المواد المدرسة في هذه المرحلة تضم اللغة الإيطالية، اللغة الإنجليزية، الرياضيات، العلوم الطبيعية، التاريخ، الجغرافيا، العلوم الاجتماعية، والتربية البدنية. بعض المدارس الابتدائية تقدم دروسا إضافية في مواد اللغة الفرنسية، الفنون الموسيقية، والفنون الجميلة.
قبل 2004 كان يجب على التلاميذ إجراء امتحان للدخول لطور التعليم المتوسط، واشتمل الامتحان على كتابة مقال قصير باللغة الإيطالية، اختبار كتابي في الرياضيات، واختبارات شفوية في المواد الأخرى. تم إلغاء الامتحان حتى يتمكن التلاميذ من دخول الطور المتوسط مباشرة.
يبدأ التلاميذ المرحلة الابتدائية في سن السادسة، لكن بإمكان التلاميذ المولدين بين يناير/كانون الثاني ومارس/آذار من العام الذي ولد فيه زملائهم دخول المدرسة الابتدائية (رغم أنهم لا زالوا في سن الخامسة).

## التعليم الثانوي

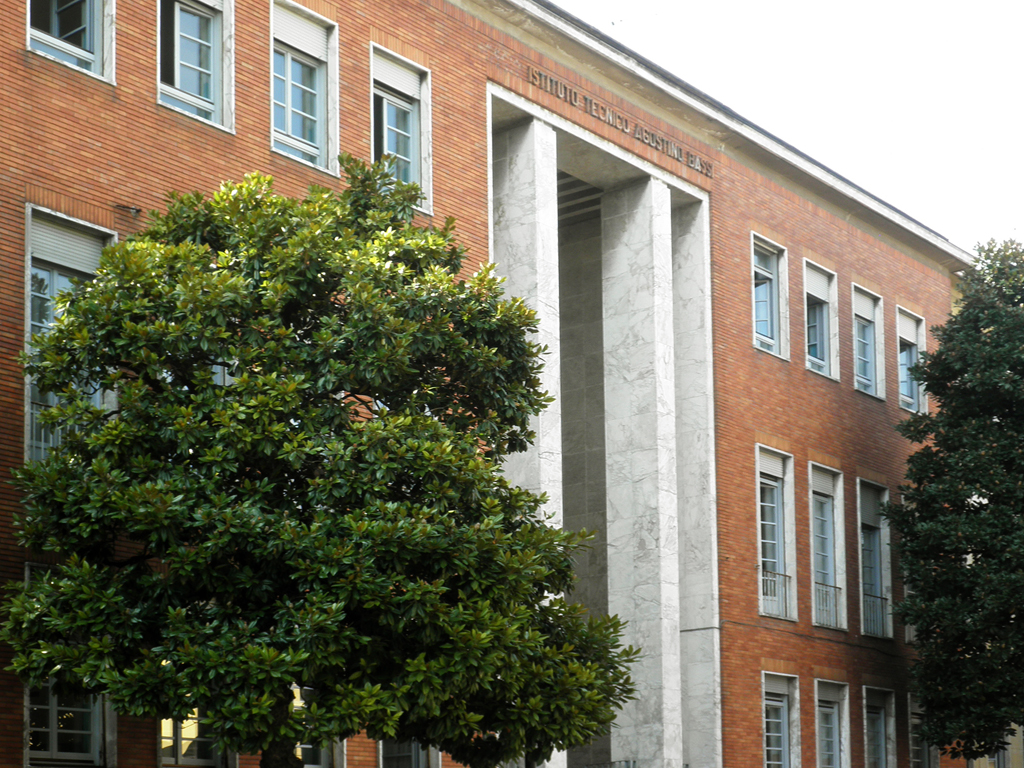
ثانوية في لودي.

يدوم التعليم الثانوي لثماني سنوات مقسمة إلى طورين: طور المتوسطة (بالإيطالية scuola secondaria di primo grado) وطور الثانوية (scuola secondaria di secondo grado). يدوم طور المتوسطة لثلاث سنوات (من سن الحادية عشرة لغاية سن الرابعة عشرة) وطور الثانوية لخمس سنوات (من سن الرابعة عشرة لغاية سن التاسعة عشرة).
الدوام المدرسي يكون من الساعة الثامنة صباحا للواحدة زوالا في طور المتوسطة، بمعدل خمس ساعات يوميا على الأقل. في طور الثانوية، الدوام المدرسي يكون خمس أو ثماني ساعات حسب اليوم. لا توجد فترة راحة بين حصة دراسية وأخرى، لكن توجد استراحة تدوم من ربع إلى نصف ساعة في منتصف الدوام الدراسي.

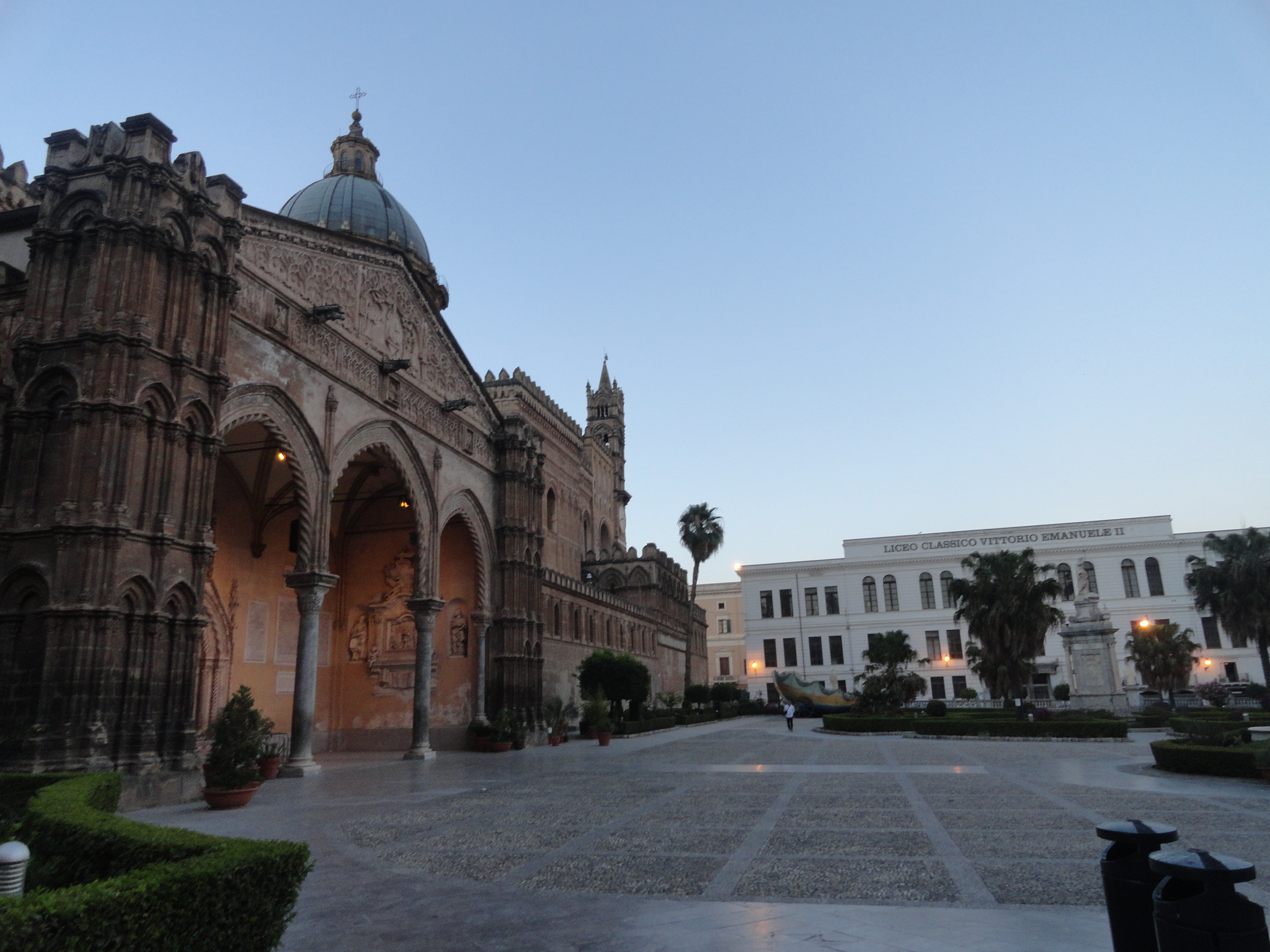
ثانوية في باليرمو بالقرب من كاتدرائية باليرمو.

هناك ثلاثة أنواع من مؤسسات التعليم الثانوي، والتي تقسم بدورها حسب التخصص. المواد التي تدرس في جميع الثانويات هي اللغة الإيطالية، الإنجليزية، الرياضيات، والتاريخ. المواد الأخرى تختلف من تخصص لآخر.
- الليسيو (بالإيطالية Liceo) أين التعليم نظريا أساسا، مع إمكانية التخصص في مجال معين: العلوم الإنسانية، العلوم، اللغات، أو الفن.[5]
- المؤسسات التقنية (بالإيطالية Istituto tecnico) أين التعليم يكون تطبيقيا مع إمكانية التخصص في مجال الاقتصاد، الإدارة، التكنولوجيا، السياحة، أو الفلاحة. يجري تلاميذ هته المؤسسات تدريبا من ثلاث إلى ستة أشهر في شركة أو مؤسسة أو جامعة، وهذا من السنة الثالثة للسنة الخامسة والأخيرة من الدراسة الثانوية.
- المؤسسات المهنية (بالإيطالية Istituto professionale) وتقدم تدريبا مهنيا في الهندسة، الفلاحة، الطبخ، والحرف اليدوية بحيث تسمح للتلميذ بالبحث عن عمل فور الحصول على الشهادة الثانوية. تدوم الدراسة في بعض من هته المؤسسات لمدة ثلاث سنوات عوض خمس سنوات.

إذا حصل التلميذ على تعليم ثانوي مدته خمس سنوات، فهو مؤهل لاجتياز امتحان الماتورا الذي ينظم كل عام بين يونيو/حزيران ويوليو/تموز. يسمح الامتحان بالدخول للجامعة، ويشتمل على اختبارات كتابية وأخرى شفوية. بعض الاختبارات تكون موحدة في جميع الثانويات، مثل اختبار اللغة الإيطالية، في حين أن اختبارات بعض المواد تختلف حسب نوع مؤسسة التعليم الثانوي.
طبقا للبرنامج الدولي لتقييم الطلبة المعد من طرف منظمة التعاون الاقتصادي والتمنية، فإنه في عام 2003 احتل التعليم الثانوي في إيطاليا المرتبة الواحدة والعشرين عالميا، متفوقة على الولايات المتحدة الأمريكية. أشار التقرير إلى وجود فرق كبيرة بين المدارس في شمال وجنوب إيطاليا، حيث أن أداء المدارس في الشمال كان أفضل بكثير من الجنوب، وكذلك من بين الأفضل في العالم. كما أشار التقرير إلى أن أداء التلاميذ في المؤسسات الثانوية الحكومية أسوء من تلاميذ المؤسسات الثانوية الخاصة.

## التعليم العالي

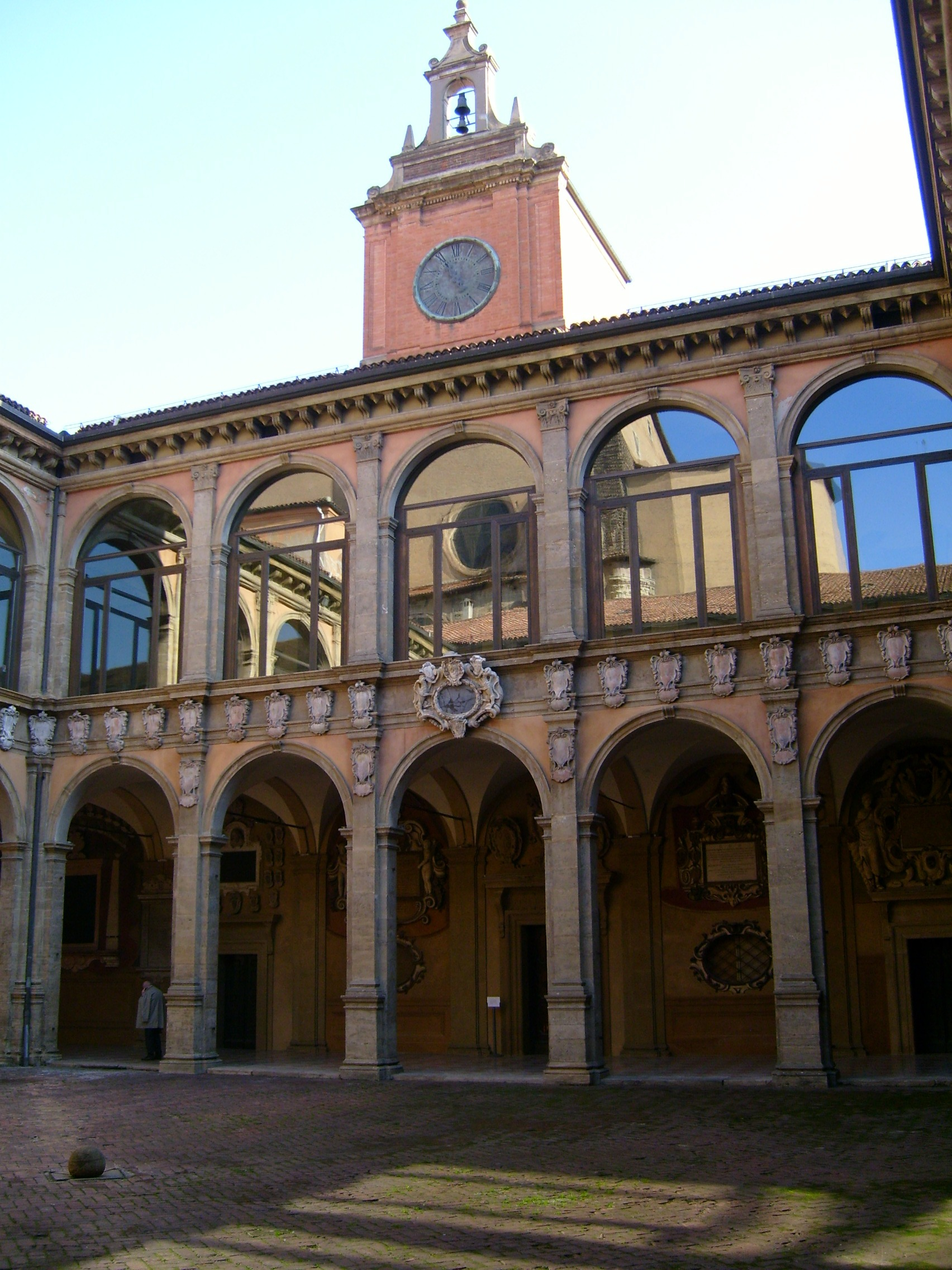
جامعة بولونيا، أقدم جامعة في إيطاليا، أسست عام 1088.

تملك إيطاليا شبكة واسعة من مؤسسات التعليم العالي، وأغلبها مؤسسات حكومية تحت إشراف وزارة التربية الإيطالية.
تعد بعض الجامعات الإيطالية من بين الأقدم في العام، مثل جامعة بولونيا التي تأسست في عام 1088، جامعة بادوفا التي تأسست عام 1222، وجامعة نابولي فيدريكو الثاني التي تأسست عام 1224.
إضافة للجامعات توجد المدارس العليا (بالإيطالية Scuola Superiore Universitaria) والتي تقدم شهادات معترف بها مثل شهادة الدكتوراه في البحث العلمي (بالإيطالية Dottorato di Ricerca) أو دكتوراه الفلسفة (بالإيطالية Doctor Philosophiae). تقدم بعض المدارس العليا شهادة معادلة للماستر. تملك ثلاث من المدارس العليا نفس صلاحيات الجامعة، في حين أن ثلاث مدارس عليا أخرى تختص فقط في دراسات ما بعد التخرج ودراسات الدكتوراه. توجد تسع مدارس عليا تابعة للجامعات ولا تعمل بشكل مستقل. أقدم الجامعات العليا هي أسكولا نورماليه سوبريوريه والتي أسست سنة 1890 من طرف نابليون بونابارت كفرع للمدرسة العليا للأستاذة في فرنسا. تعرف المدارس العليا عامة بمدارس الامتياز أو Scuole di Eccellenza بالإيطالية.
جامعة بولونيا هي الأقدم في إيطاليا، وحسب مجلة التايمز، فإنه في عام 2009 كانت الجامعة الإيطالية الوحيدة من بين 200 أفضل جامعة في العام. صنفت جامعة بوكوني من بين أفضل 20 جامعة في تخصص الأعمال في عام 2007 حسب مجلة وال ستريت، حيث احتلت المرتبة 17 عالميا من حيث أفضلية التوظيف في كبرى المؤسسات متعددة الجنسيات. مجددا في عام 2008 احتلت جامعة بوكوني المرتبة الخامسة في أوروبا والخامسة عشرة في العالم في تخصص الأعمال.
بعض من الجامعات المتميزة في إيطاليا جامعة البوليتكنيك في ميلانو (في عام 2011 احتلت المرتبة 48 كأفضل جامعة تقنية في العالم حسب تصنيف الجامعات العالمي QS)، جامعة جامعة روما سابينزا (في عام 2005 احتلت المرتبة 33 كأفضل جامعة في أوروبا، وفي عام 2013 صنفت كواحدة من أفضل 50 جامعة في أوروبا و150 جامعة في العالم)، وجامعة ميلانو (احتلت الجامعة المرتبة الأولى في إيطاليا والسابعة في أوروبا حسب تصنيف جامعة لايدن). تطورت جامعة ميلانو كمؤسسة بحث علمي ذات سمعة عالمية، وهي الجامعة الإيطالية الوحيدة في رابطة جامعات البحث الأوروبية (LERU).
حسب مؤشرات العلوم الوطنية (1981-2002)، وهي قاعدة بيانات حول المقالات العلمية من أكثر من 90 بلدا، إيطاليا لديها معدل فوق المتوسط من حيث إنتاج المقالات العلمية (يأخذ بعين الاعتبار المقالات التي تحتوي على مؤلف أول واحد على الأقل من إيطاليا). في مجال علم الفضاء 9.75 بالمائة من المقالات العلمية في العالم هي من إيطاليا، في حين أن 5.51 بالمائة من المقالات العلمية في مجال الرياضيات في العالم هي كذلك من إيطاليا.

## ملخص النظام التعليمي
| المستوى                | الاسم                                                   | المدة | الشهادات المقدمة                                                               |
| ---------------------- | ------------------------------------------------------- | --- | ------------------------------------------------------------------------------ |
| ما قبل المدرسة         | Scuola dell'infanzia (الحضانة)                          | ثلاث سنوات (السن: من الثالثة للسادسة) |                                                                                |
| التعليم الابتدائي      | Scuola primaria                                         | خمس سنوات (السن: من السادسة للحادية عشرة) | Licenza di scuola elementare (شهادة التعليم الابتدائي، لغاية 2004)             |
| التعليم الثانوي الأدنى | Scuola secondaria di primo grado                        | ثلاث سنوات (السن: من الحادية عشرة للرابعة عشرة) | Diploma di scuola secondaria di primo grado                                    |
| التعليم الثانوي الأعلى | Scuola secondaria di secondo grado                      | خمس سنوات (السن: من الرابعة عشرة للتاسعة عشرة) (التعليم إجباري لغاية سن السادسة عشرة) | Diploma di liceo Diploma di istituto tecnico Diploma di istituto professionale |
| التعليم الثانوي الأعلى | Formazione professionale (التعليم المهني)               | ثلاث أو خمس سنوات | Qualifica professionale (ثلاث سنوات) Licenza professionale (خمس سنوات)         |
| التعليم العالي         | Laurea (البكالوريوس)                                    | ثلاث سنوات |                                                                                |
| التعليم العالي         | Laurea magistrale (الماجستير)                           | سنتين |                                                                                |
| التعليم العالي         | Laurea magistrale a ciclo unico (البكالوريوس+الماجستير) | خمس سنوات، فقط للتخصصات الآتية: الصيدلة، الكيمياء الصيدلية، البيطرة، القانون، الهندسة المعمارية، الحفاظ على الممتلكات الثقافية، علوم التعليم الابتدائي (وهي شهادة ضرورية للتدريس في الروضة أو المدارس الابتدائية) |                                                                                |
| التعليم العالي         | Laurea magistrale a ciclo unico (البكالوريوس+الماجستير) | ست سنوات، فقط للتخصصات الآتية: الطب، الجراحة، وطب الأسنان |                                                                                |
| التعليم العالي         | الدكتوراه                                               | من ثلاث لخمس سنوات |                                                                                |